# Afrothismia foertheriana
Afrothismia foertheriana är en enhjärtbladig växtart som beskrevs av T.Franke, Sainge och Reinhard Agerer. Afrothismia foertheriana ingår i släktet Afrothismia och familjen Burmanniaceae.
Artens utbredningsområde är Kamerun. Inga underarter finns listade i Catalogue of Life.